# Tanystylum tayronae
Tanystylum tayronae is een zeespin uit de familie Ammotheidae. De soort behoort tot het geslacht Tanystylum. Tanystylum tayronae werd in 2009 voor het eerst wetenschappelijk beschreven door Müller & Krapp. 